# Oebalia auraria
Oebalia auraria är en tvåvingeart som beskrevs av Thomas Pape 1988. Oebalia auraria ingår i släktet Oebalia och familjen köttflugor. Inga underarter finns listade i Catalogue of Life.